# Route nationale 322
Pour les articles homonymes, voir Route 322.
La route nationale 322, ou RN 322, était une route nationale française reliant Meulan à Mareuil-sur-Ourcq. Entre Pontoise et Saint-Ouen-l'Aumône, la RN 322 était en tronc commun avec la RN 14.
À la suite de la réforme de 1972, elle a été déclassée en RD 922 à l'exception de la traversée d'Ermenonville où elle a été renumérotée RN 330. Le décret du 5 décembre 2005 prévoit le classement de la déviation d'Ermenonville, qui avait été numérotée RD 922, dans le réseau routier national et le déclassement de la RN 330 dans la traversée du village. Ce reclassement est désormais effectif.
Un nouveau tracé évitant les traversées d'agglomérations a été construit entre Beaumont-sur-Oise et Luzarches. L'ancien tracé est numéroté RD 922Z.

## Ancien tracé de Meulan à Mareuil-sur-Ourcq

### Ancien tracé de Meulan à Beaumont-sur-Oise (D 922 & D 14)
- Meulan D 922 (km 0)
- Évecquemont (km 3)
- Boisemont (km 8)
- Vauréal (km 10)
- Cergy D 922 (km 14)
- Pontoise D 14 (km 16)
- Saint-Ouen-l'Aumône D 922 (km 17)
- Méry-sur-Oise (km 24)
- Mériel (km 26)
- L'Isle-Adam (km 30)
- Mours (km 34)
- Beaumont-sur-Oise D 922 (km 36)

### Ancien tracé de Beaumont-sur-Oise à Survilliers (D 922)
- Beaumont-sur-Oise (km 36)
- Noisy-sur-Oise (km 40)
- Asnières-sur-Oise (km 42)
- Viarmes (km 43)
- Seugy (km 46)
- Luzarches (km 48)
- Bellefontaine (km 53)
- Fosses (km 55)
- Marly-la-Ville (km 57)
- Survilliers D 922 (km 59)

### Ancien tracé de Survilliers à Mareuil-sur-Ourcq (D 922 & N 330)
- Survilliers D 922 (km 59)
- Plailly (km 62)
- Mortefontaine (km 64)
- Loisy, commune de Ver-sur-Launette (km 71)
- Ermenonville (km 72)
- Montagny-Sainte-Félicité (km 75)
- Nanteuil-le-Haudouin (km 81)
- Betz (km 92)
- Antilly (km 95)
- Mareuil-sur-Ourcq D 922 (km 103)